# アレクシオス5世ドゥーカス
アレクシオス5世ドゥーカス・ムルツフロス（Ἀλέξιος Ε' Δούκας Μούρτζουφλος, ? - 1204年）は、東ローマ帝国アンゲロス王朝の第4代皇帝（在位：1204年）。ムルツフロスとは彼の密生した濃い眉毛に由来する渾名である。ドゥーカス姓を名乗っているがその出自は不明。アンゲロス家と直接の血縁関係も無く、同家の第2代皇帝アレクシオス3世の娘エウドキア（セルビア君主ステファン・ネマニャと結婚した後死別していた）と結婚した娘婿である。

## 生涯
アレクシオス3世が追放されると、イサキオス2世とアレクシオス4世が共同皇帝として即位したが、その復位にあたって第4回十字軍に協力を求めた際に出した条件が過酷な献納金であったため、国民や貴族は両帝を見捨て、1204年1月にまずニコラオス・カナボスなる青年を皇帝候補に擁立した。ムルツフロスはこうした状況を陰で操っていたのであるが、それに気付かなかったアレクシオス4世は彼を十字軍への支援要請の使者に立てる失敗を犯した。ムルツフロスは自ら帝位に登る事を決意し、同月末にアレクシオス5世として即位した。彼は翌2月にはカナボス、アレクシオス4世を殺害して権力を掌握した（イサキオス2世は息子の死に衝撃を受けて間もなく死去した）。
即位後は第4回十字軍に対する献納金を破棄するなどして国民の支持を得たが、これに怒った第4回十字軍によって首都コンスタンティノポリスを攻撃され、首都防衛に失敗して逃亡した。しかし十字軍の追討を受けて捕縛され、首都のテオドシウス記念塔の頂上から突き落とされて殺されてしまった。

## 死後
皇位はコンスタンティノス・ラスカリスによって継承されたが、すでに首都は十字軍の攻撃によって陥落寸前であり、もはや防げるものではなかった。コンスタンティノポリスは陥落し、東ローマ帝国は一時的に滅亡を迎えた。